# Obwód Szkodra
Obwód Szkodra (alb. qarku i Shkodrës) – jeden z dwunastu obwodów w Albanii.
W skład obwodu wchodzą okręgi: Malësi e Madhe, Puka i Szkodra. Stolicą obwodu jest Szkodra.
W 2011 roku według spisu ludności w obwodzie zamieszkiwało 141 944 mieszkańców. Wśród nich było 91,65% Albańczyków, 0,02% Greków, 0,01% Arumunów, 0,18% Romów, 0,32% Egipcjan, 6,35% ludności nie udzieliło odpowiedzi. Muzułmanie stanowili 44,84%, Bektaszyci 0,07%, katolicy 47,19%, ewangelicy 0,09%, prawosławni 0,38%, ateiści 0,14%; odpowiedzi nie udzieliło 4,94% ludności.